# Cairon
Cairon est une commune française située dans le département du Calvados en région Normandie, peuplée de 2 044 habitants.

## Géographie
La commune de Cairon se situe en Normandie, dans le Calvados, à 5 km au nord-ouest de Caen.
La rivière la Mue et son affluent le Vey traversent le village.
| Thaon                       | Thaon         | Anisy, Villons-les-Buissons |
| Rots (comm. dél. de Lasson) | Cairon        | Villons-les-Buissons        |
| Rosel                       | Rosel, Authie | Saint-Contest               |

### Hydrographie
La commune est située dans le bassin Seine-Normandie. Elle est drainée par la Mue et le Vey,,.
La Mue, d'une longueur de 22 km, prend sa source dans la commune de Thue et Mue et se jette  dans la Seulles à Reviers, après avoir traversé dix communes. 

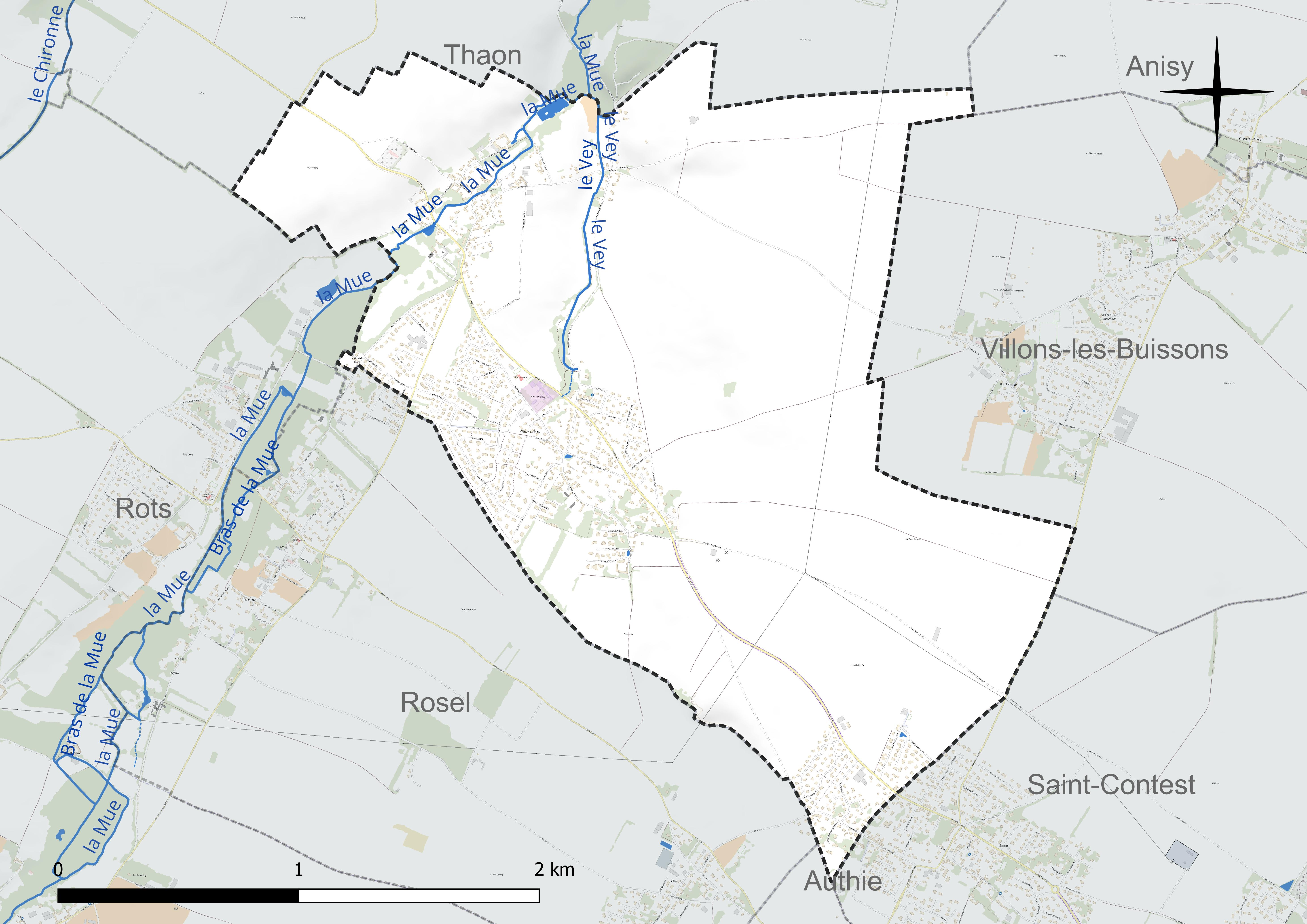
Réseau hydrographique de Cairon.

### Climat
Pour des articles plus généraux, voir Climat de la Normandie et Climat du Calvados.
En 2010, le climat de la commune est de type climat océanique altéré, selon une étude du CNRS s'appuyant sur une série de données couvrant la période 1971-2000. En 2020, Météo-France publie une typologie des climats de la France métropolitaine dans laquelle la commune est exposée à un climat océanique et est dans la région climatique Normandie (Cotentin, Orne), caractérisée par une pluviométrie relativement élevée (850 mm/a) et un été frais (15,5 °C) et venté. Parallèlement le GIEC normand, un groupe régional d'experts sur le climat, différencie quant à lui, dans une étude de 2020, trois grands types de climats pour la région Normandie, nuancés à une échelle plus fine par les facteurs géographiques locaux. La commune est, selon ce zonage, exposée à un « climat des plateaux abrités », correspondant à la plaine agricole de Caen à Falaise, sous le vent des collines de Normandie et proche de la mer, se caractérisant par une pluviométrie et des contraintes thermiques modérées.
Pour la période 1971-2000, la température annuelle moyenne est de 10,7 °C, avec  une amplitude thermique annuelle de 11,9 °C. Le cumul annuel moyen de précipitations est de 713 mm, avec 11,8 jours de précipitations en janvier et 7,5 jours en juillet. Pour la période 1991-2020, la température moyenne annuelle observée sur la station météorologique la plus proche, située sur la commune de Carpiquet à 5 km à vol d'oiseau, est de 11,5 °C et le cumul annuel moyen de précipitations est de 740,3 mm,. Pour l'avenir, les paramètres climatiques de la commune estimés pour 2050 selon différents scénarios d'émission de gaz à effet de serre sont consultables sur un site dédié publié par Météo-France en novembre 2022.

## Urbanisme

### Typologie
Au 1er janvier 2024, Cairon est catégorisée ceinture urbaine, selon la nouvelle grille communale de densité à 7 niveaux définie par l'Insee en 2022.
Elle appartient à l'unité urbaine de Cairon, une agglomération intra-départementale dont elle est ville-centre,. Par ailleurs la commune fait partie de l'aire d'attraction de Caen, dont elle est une commune de la couronne,. Cette aire, qui regroupe 296 communes, est catégorisée dans les aires de 200 000 à moins de 700 000 habitants,.

### Occupation des sols
L'occupation des sols de la commune, telle qu'elle ressort de la base de données européenne d'occupation biophysique des sols Corine Land Cover (CLC), est marquée par l'importance des territoires agricoles (82,2 % en 2018), en diminution par rapport à 1990 (86,4 %). La répartition détaillée en 2018 est la suivante :
terres arables (79,3 %), zones urbanisées (17,8 %), prairies (2,9 %). L'évolution de l'occupation des sols de la commune et de ses infrastructures peut être observée sur les différentes représentations cartographiques du territoire : la carte de Cassini (XVIIIe siècle), la carte d'état-major (1820-1866) et les cartes ou photos aériennes de l'IGN pour la période actuelle (1950 à aujourd'hui).

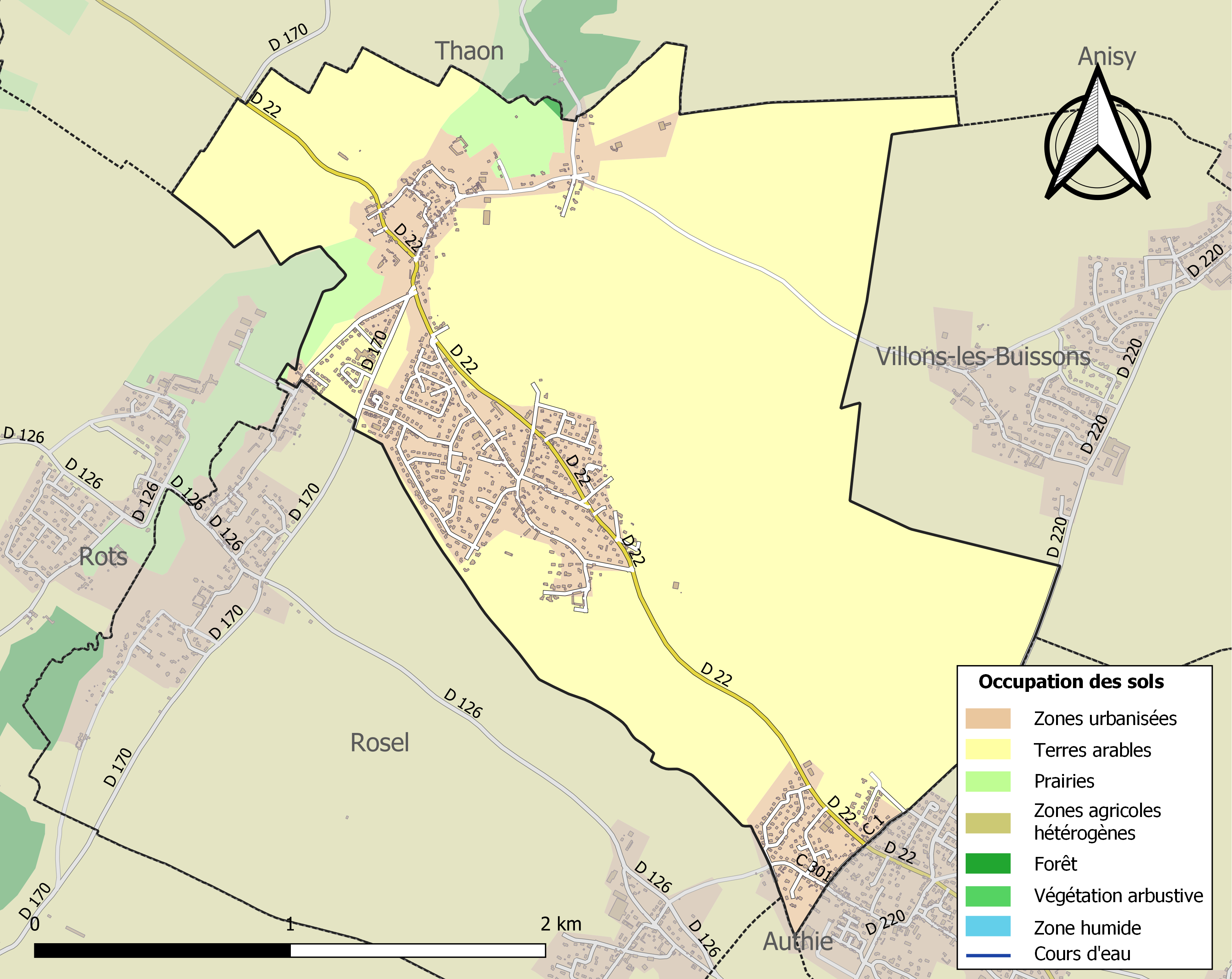
Carte des infrastructures et de l'occupation des sols de la commune en 2018 (CLC).

## Toponymie
Le nom de la localité est attesté sous les formes Carun en 1077 - 1083 ; Karon en 1077 [?] ; Charon en 1082 ; Caron en 1082 - 1085 ; Cayron en 1231 [?] ; Carone vers 1350.
Le toponyme s'est peut-être formé à partir de l'anthroponyme roman Carius adjoint du suffixe -onis. Cependant, la nature des formes anciennes permet de rejeter le nom de personne Carius qui expliquerait le -i-, car il n'apparaît que beaucoup plus tard. C'est pourquoi l'hypothèse d'un nom de lieu pré-latin a été émise.
Le gentilé est Caironnais.

## Histoire
Lors de la bataille de Normandie, Cairon est libérée le 11 juin 1944 par le 46th Royal Marine Commando (en).

## Politique et administration
| Période                                  | Période                  | Identité           | Étiquette | Qualité                           |
| ---------------------------------------- | ------------------------ | ------------------ | --------- | --------------------------------- |
| Les données manquantes sont à compléter. |                          |                    |           |                                   |
| ?                                        | août 1906 (démission)    | M. de Prennes      |           |                                   |
| août 1906                                | ?                        | Jules Dupray       |           |                                   |
| Les données manquantes sont à compléter. |                          |                    |           |                                   |
| mai 1945                                 | après 1954               | Ernest Yver        |           | Agriculteur Réélu en 1947 et 1953 |
| avant 1969                               | mars 1971                | Raymond Grouet     |           |                                   |
| mars 1971                                | juillet 1980 (démission) | Jean-Louis Blondel |           |                                   |
| juillet 1980                             | juin 1995                | Raymond Bourdin    |           | Agent d'affaires                  |
| juin 1995                                | mai 2020                 | Claude Yver        | SE        | Contrôleur principal du trésor    |
| mai 2020                                 | En cours                 | Dominique Rouzic   | SE        | Assureur retraité                 |

Le conseil municipal est composé de dix-neuf membres dont le maire et cinq adjoints.

## Démographie
L'évolution du nombre d'habitants est connue à travers les recensements de la population effectués dans la commune depuis 1793. Pour les communes de moins de 10 000 habitants, une enquête de recensement portant sur toute la population est réalisée tous les cinq ans, les populations de référence des années intermédiaires étant quant à elles estimées par interpolation ou extrapolation. Pour la commune, le premier recensement exhaustif entrant dans le cadre du nouveau dispositif a été réalisé en 2008.
En 2022, la commune comptait 2 044 habitants, en évolution de +3,91 % par rapport à 2016 (Calvados : +1,58 %, France hors Mayotte : +2,11 %).
| 1793 | 1800 | 1806 | 1821 | 1831 | 1836 | 1841 | 1846 | 1851 |
| ---- | ---- | ---- | ---- | ---- | ---- | ---- | ---- | ---- |
| 567  | 586  | 540  | 646  | 701  | 702  | 684  | 671  | 569  |

| 1856 | 1861 | 1866 | 1872 | 1876 | 1881 | 1886 | 1891 | 1896 |
| ---- | ---- | ---- | ---- | ---- | ---- | ---- | ---- | ---- |
| 543  | 545  | 537  | 501  | 471  | 429  | 402  | 402  | 339  |

| 1901 | 1906 | 1911 | 1921 | 1926 | 1931 | 1936 | 1946 | 1954 |
| ---- | ---- | ---- | ---- | ---- | ---- | ---- | ---- | ---- |
| 309  | 320  | 292  | 281  | 261  | 269  | 300  | 349  | 370  |

| 1962 | 1968 | 1975 | 1982 | 1990  | 1999  | 2006  | 2008  | 2013  |
| ---- | ---- | ---- | ---- | ----- | ----- | ----- | ----- | ----- |
| 409  | 480  | 664  | 809  | 1 098 | 1 585 | 1 574 | 1 571 | 1 830 |

| 2018  | 2022  | - | - | - | - | - | - | - |
| ----- | ----- | - | - | - | - | - | - | - |
| 2 007 | 2 044 | - | - | - | - | - | - | - |

## Culture locale et patrimoine

### Lieux et monuments
- Le château de Cairon date du XVIIIe siècle. Pendant la Seconde Guerre mondiale, il servit d'hôpital, de résidence aux Allemands, puis aux Alliés. On peut encore y voir des trous d'hommes et des trous de chars, où les soldats se tapissaient pour éviter les éclats d'obus horizontaux. Il accueillit ensuite le général de Gaulle. Son colombier du XVIe siècle fait l'objet d'une inscription au titre des monuments historiques depuis le 13 avril 1933[30].
- Le dolmen de la Pierre Tourneresse inscrit aux Monuments historiques[31] est un monument mégalithique implanté sur une terrasse surplombant la petite vallée du Vey. Selon la légende, la pierre aurait le pouvoir de tourner sur elle-même. Le nom de la commune pourrait venir de là, karn signifie pierre en celtique.[réf. nécessaire] Des fouilles ont été réalisées par Cyril Marcigny et Emmanuel Ghesquière de 1996 à 1999, des restes humains ont été retrouvés dans la chambre funéraire[32]. Aujourd'hui, le dolmen est restauré et ouvert au public.
- L'église Saint-Hilaire fortifiée du XIIIe siècle fait l'objet d'une inscription au titre des monuments historiques depuis le 16 mai 1927[33]. L'église est située sur une hauteur, elle fut un point stratégique durant la guerre de Cent Ans. Sa situation excentrée au nord du village serait due à la peste qui aurait ravagé le village autour d'elle. Les habitants se seraient alors déplacés dans le vallon de la Mue.

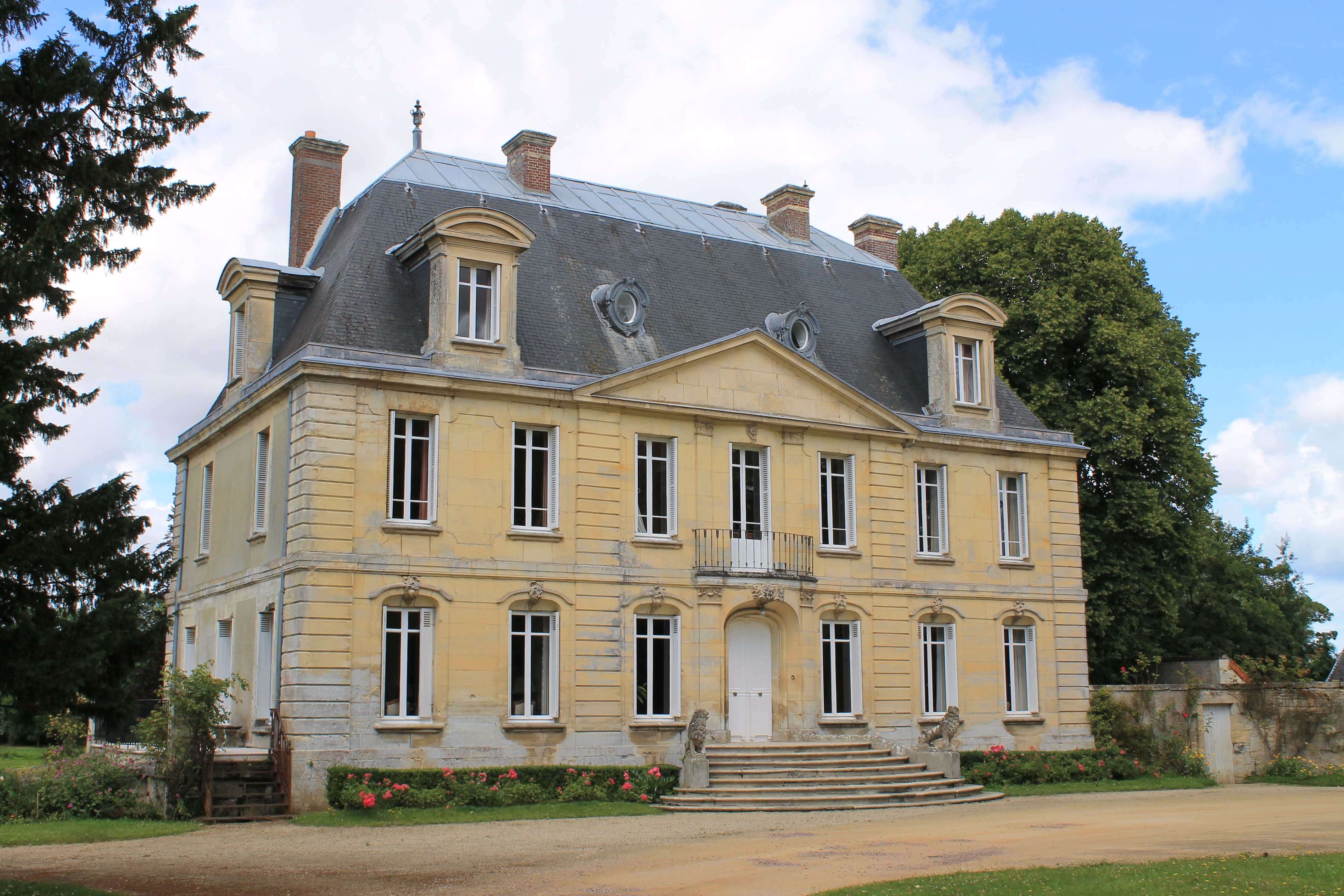
Le château.
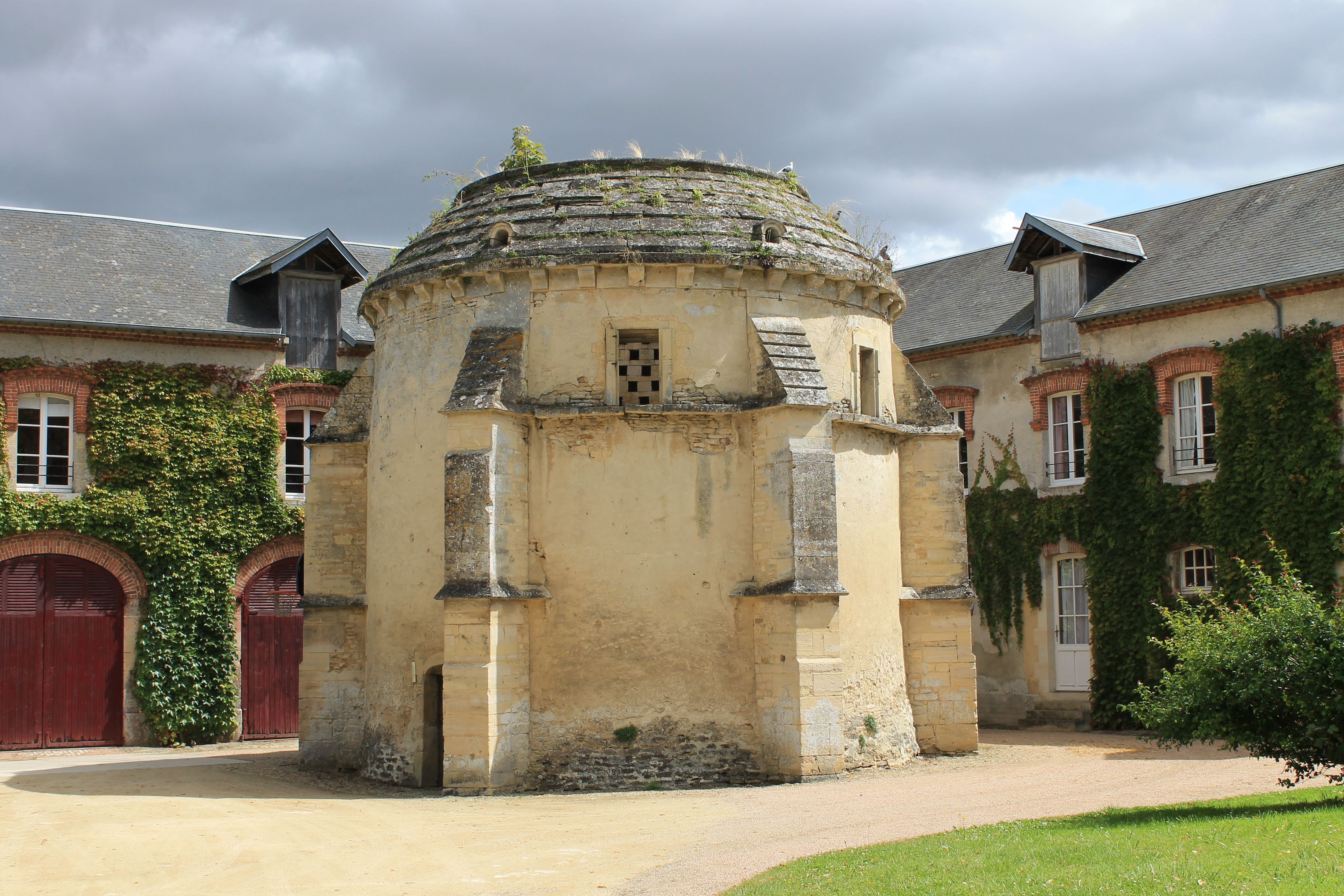
Le colombier du château.
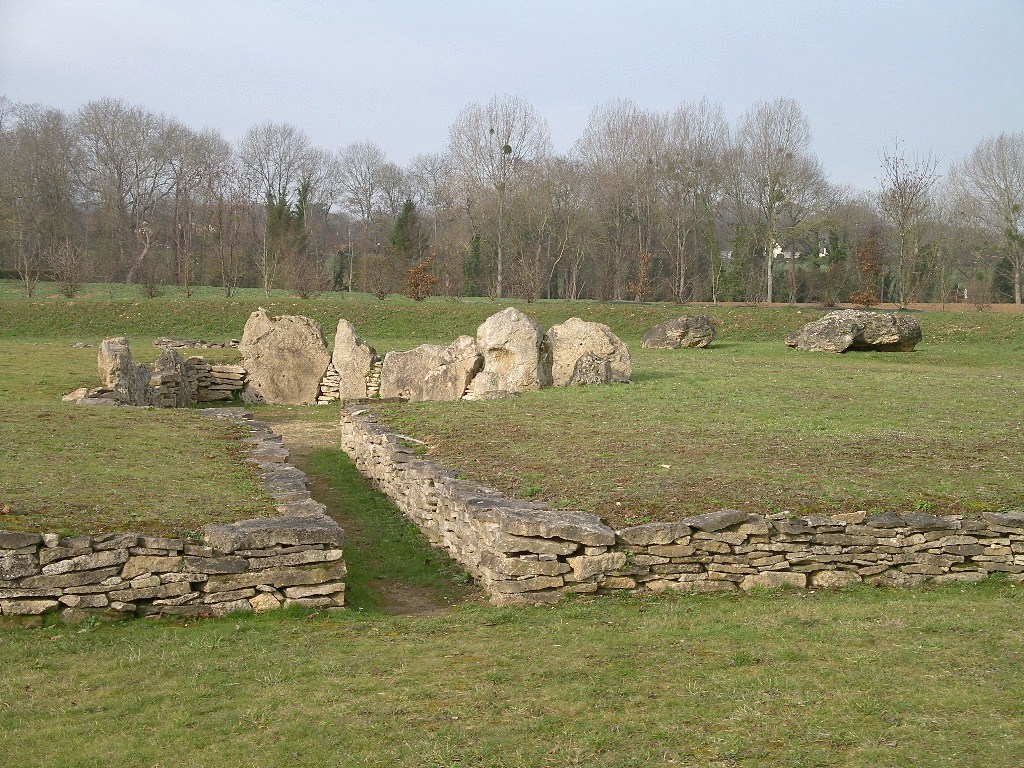
La Pierre Tourneresse.
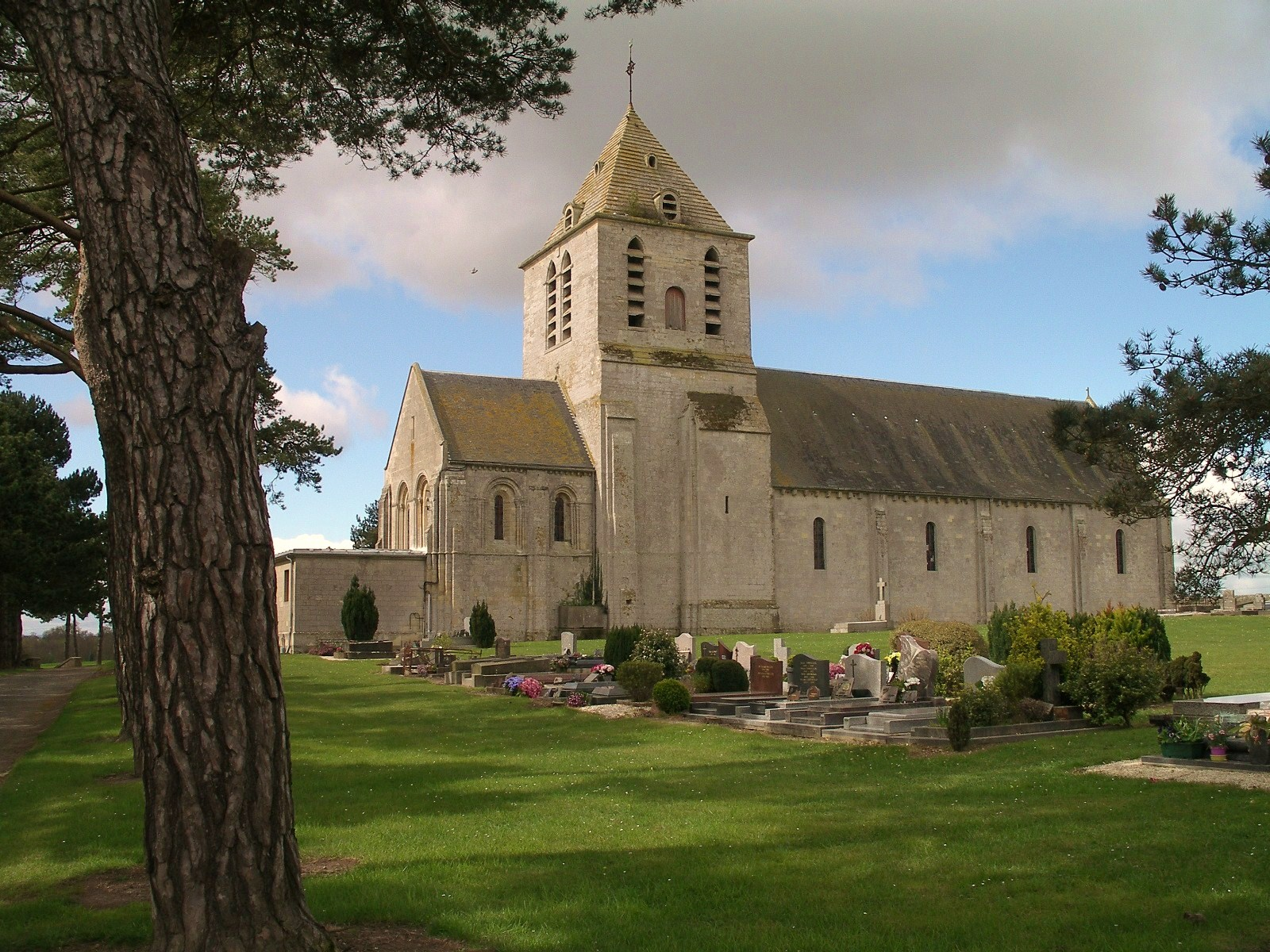
L'église Saint-Hilaire.
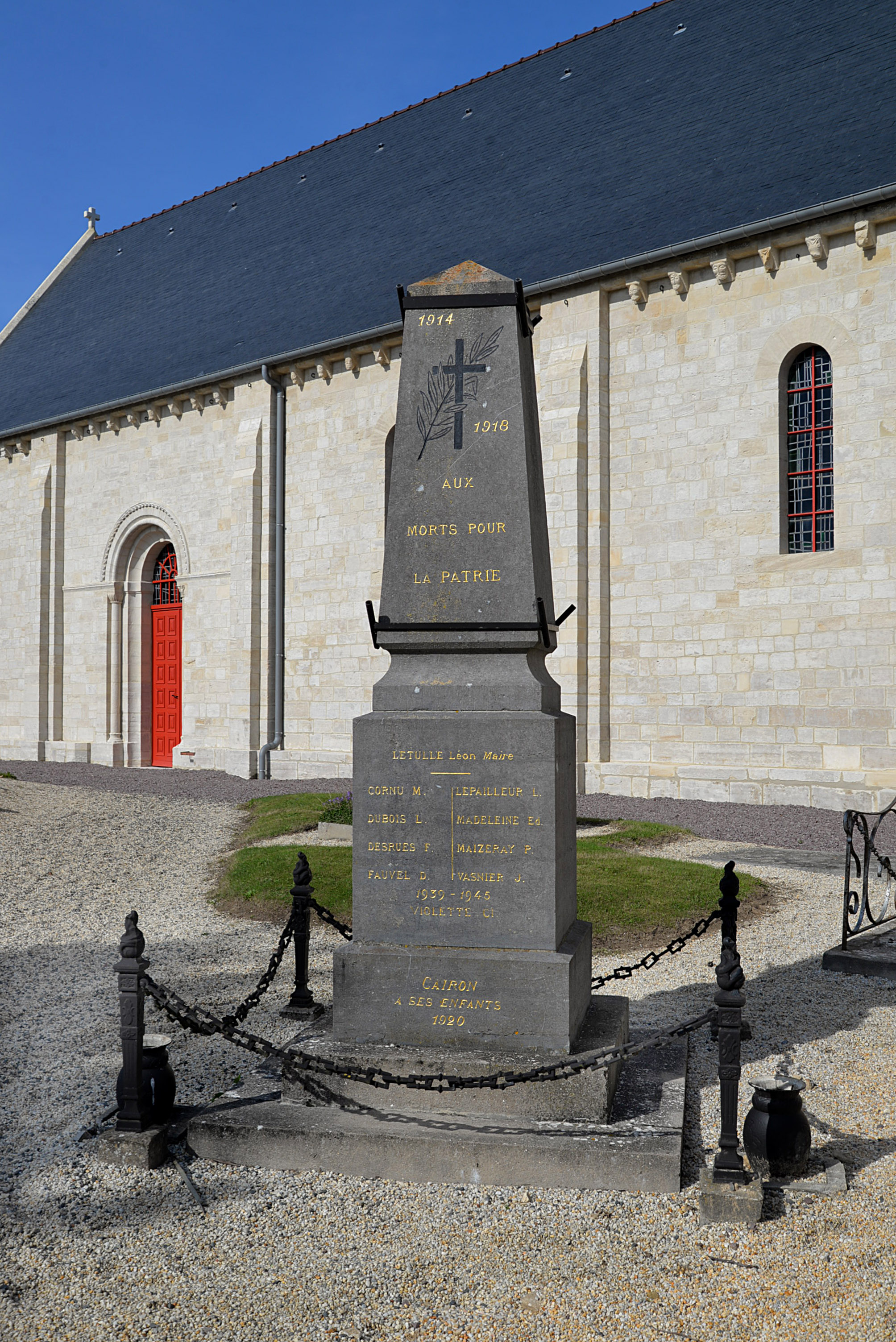
Le monument aux morts.
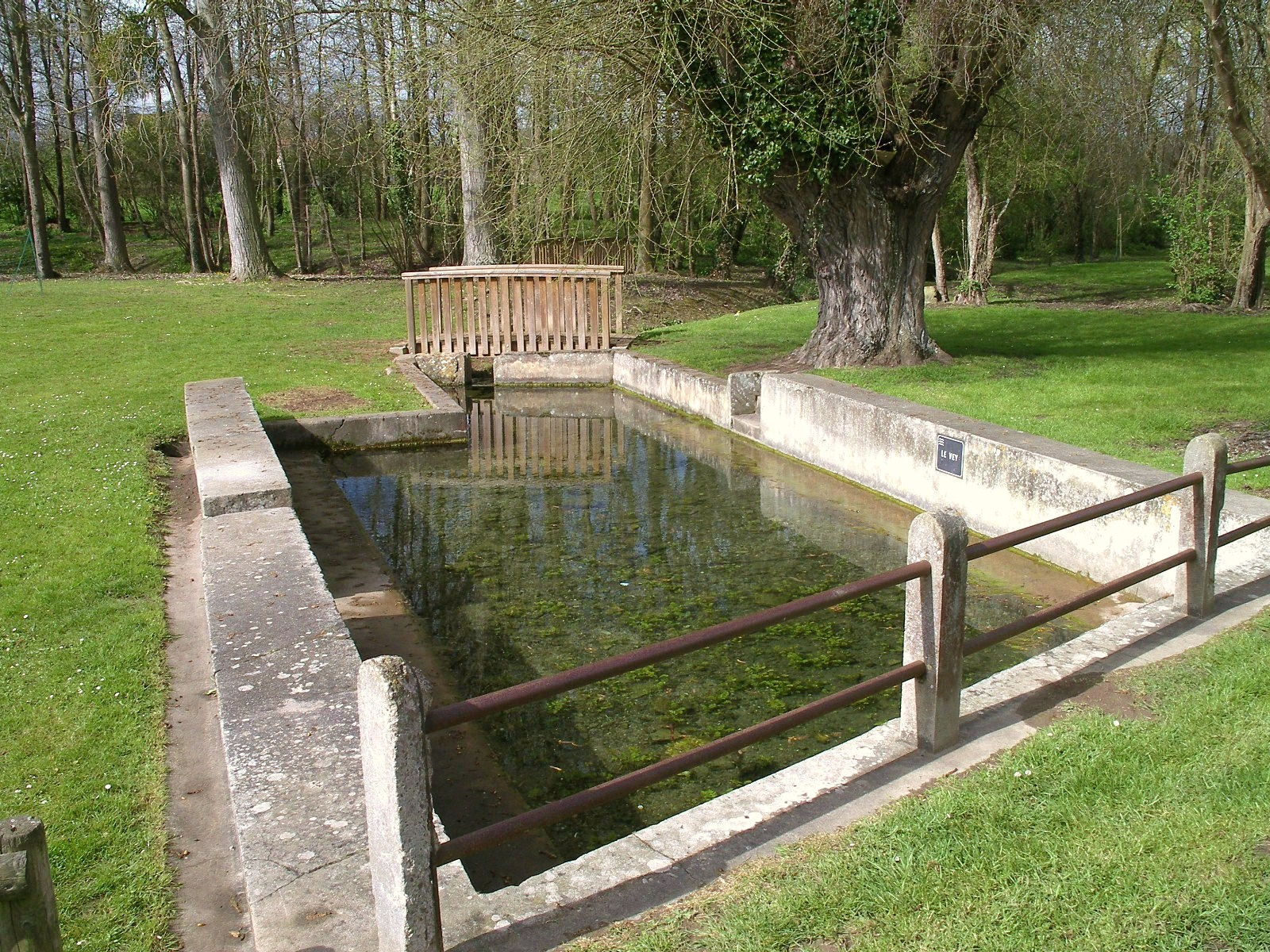
Le lavoir sur le Vey.
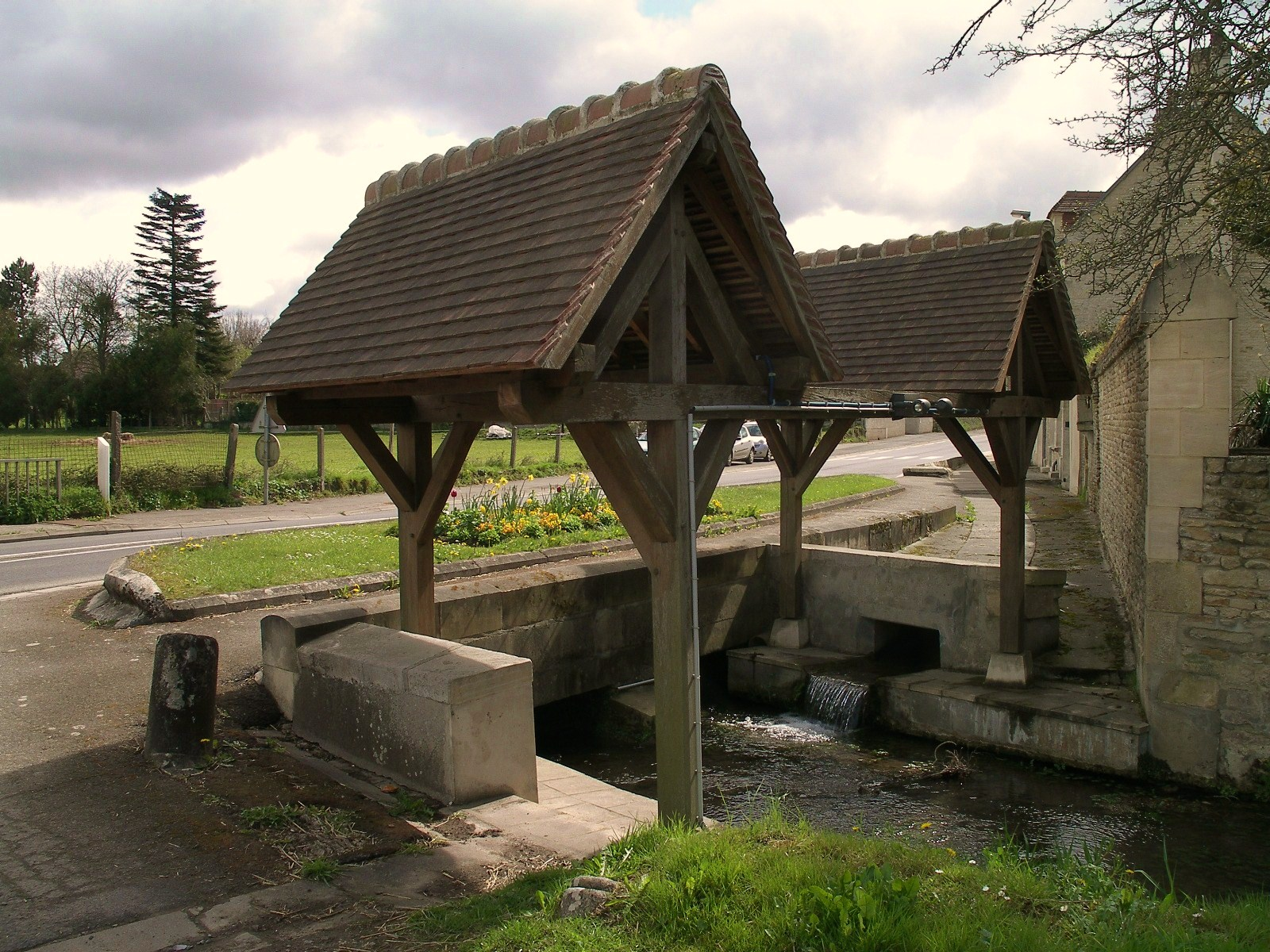
Le lavoir sur la Mue.

### Activité et manifestations
- Rassemblement de la Pointe.

### Personnalités liées à la commune
- Nicolas Perrotte (de Cairon ; vers 1450)[34] :

La famille de Cairon remonte à Nicolas Perrotte, qui combattit sous les ordres du connétable Arthur de Bretagne, comte de Richemont, pour expulser les Anglais de la Normandie, et qui commandait à la bataille de Formigny (14 avril 1450) une compagnie d'hommes armés levée à ses frais. Il fut anobli par le roi Charles VII (ainsi qu'un Jean Laurence, individu qu'on retrouve dans « le livre de raison »), en raison de ses services, le 3 février 1454 ou en février 1455 (Lettres de noblesse délivrées à Mehun-sur-Yèvre, Cher). « L'histoire de Charles VII » par G. Gaston du Fresne de Beaucourt le confirme dans le tome VI, page 373 : « anoblis pour services rendus à la réduction de la Normandie ».
Des lettres patentes du roi Louis XI, datées de La Guerche (Touraine), le 5 août 1472, autorisèrent les membres de cette famille à prendre le nom de Cairon. Famille maintenue en noblesse par Roissy en 1599, et par Chamillard en 1667.
Marié à très noble damoiselle Guillemette d'Estampes, fille de Robert seigneur d'Audrieu.
- Nicolas (I) Perrotte de Cairon (vers 1470) :

A pris le nom de Cairon au lieu de celui de Perrotte, par lettres-patentes du 5 août 1472, vérifiées aux assises d'Évrecy. Demeurait à Saint-Vigor-des-Mézerets, sergenterie de Saint-Jean-le-Blanc, élection de Vire. A continué les services militaires de son père. Porte : « de gueules, à trois coquilles d'argent, 2 et 1 » (similitude avec le blason de la commune).
- Nicolas (II) (Perrotte) de Cairon (vers 1600) :

Fils de feu noble homme Guillaume, sieur de Bretteville-l'Orgueilleuse et de noble damoiselle Jeanne de La Mariouze. Figure dans plusieurs documents jusqu'en 1631, mort avant 1634. Marié à Isabeau du Boissel (ou Boussel), dont sont issues deux filles :
- Anne qui épousé à Bretteville les 16-25 juin 1641, Jean-Jacques Le Coustellier, écuyer, sieur de Beaumont
- Isabeau.
Les Perrotte ont laissé un livre de raison (Livre de raison des Perrotte de Cairon) dont des extraits sont cités par un abbé Aubert dans un article intitulé 'Notes extraites de trois livres de raison de 1473 à 1550, comptes d'une famille de gentilshommes campagnards normands.

### Héraldique
| Blason de Cairon | Blason  | De gueules à trois coquilles d'or. |
| Blason de Cairon | Détails |                                    |